# Св. св. Петър и Павел (Драгомирово)
Вижте пояснителната страница за други значения на Свети апостоли Петър и Павел.
„Св. св. Петър и Павел“ е християнска църква в село Драгомирово, Северна България, енорийски храм на Никополската епархия на Римокатолическата църква.

## История
След седем десетилетия, преживени във Влашкото княжество и после в Румъния, част от българските католици, жители на селата Чопля и Попещ около Букурещ, се завръщат в България през 1880 - 1883 година. Те заселват компактно една махала в село Дели Сю, от 1884 година Драгомирово. Те наричат себе си „букурещяни“, за да се различават от останалите католици в селото - банатските павликяни.
До Първата световна война букурещяните участват в енорията „Пресвето сърце Исусово“, обслужвана от отец Григорий Писъза. След войната противоречията между двете католически общности банатските павликяни и румънските павликяни нарастват и последните се отделят в нова енория „Св. св. Петър и Павел“ и изграждат свой храм. Храмът „Свети Петър и Павел“ е построен през 1922 г. 
През месец януари 1952 година за енорист е назначен отец Дамян Талев. Тук той служи до 1993 година.
Храмов празник е 29 юни.